# Tibouchina ciliaris
Tibouchina ciliaris là một loài thực vật có hoa trong họ Mua. Loài này được (Vent.) Cogn. miêu tả khoa học đầu tiên năm 1887.